# Accept
Accept is een Duitse heavymetalband afkomstig uit Solingen, Noordrijn-Westfalen. De band werd geformeerd in 1968 als Band-X door Udo Dirkschneider, Michael Wagener, Dieter Rubach en Birke Hoe. 
In 1976 had de band een min of meer vaste bezetting.

## Bandgeschiedenis

### Ontstaan
De groep werd in 1968 opgericht als Band-X. Producer Michael Wagener maakte op dat moment ook nog deel uit van de band. Pas in 1976, toen de band de naam Accept aannam, had de band een min of meer vaste bezetting, bestaande uit: Wolf Hoffmann (gitaar), Gerhard Wahl (gitaar), Peter Baltes (bas), Frank Friedrich (drums) en Udo Dirkschneider (zang). Een optreden op het Rock Am Rhein-festival in 1976 gaf de band nationale bekendheid. In 1978 werd Wahl vervangen door gitarist Jörg Fischer. In 1979 volgde het debuutalbum: Accept. Dit album werd echter geen groot succes. Later dat jaar verliet Friedrich Accept om vervangen te worden door drummer Stefan Kaufmann. In 1980 volgde I'm a Rebel; dit album was hun doorbraak in Duitsland.

### Hoogtijdagen
Met de opvallende, wat schreeuwerige zang van Udo Dirkschneider als uithangbord doet het derde album Breaker (1981) het nog beter en breekt de band door in Europa. De groep kan als een pioneer beschouwd worden op het in die tijd nog vrij onbekende gebied van de speedmetal. Judas Priest verkende dit terrein met een nummer als "Exciter" van Stained Class uit 1978 en Accept deed iets soortgelijks met "Fast as a Shark" van Restless and Wild uit 1982. Desalniettemin werd met de albums Balls to the Wall (1983) (waarmee ze ook in Amerika succes hadden) en Metal Heart (1985) een meer melodieuze koers ingeslagen.

### Bezettingswisselingen
De eerste haarscheurtjes werden in 1981 zichtbaar toen gitarist Fischer besloot, vlak voor de opnamen van Restless and Wild, uit de groep te stappen. Een geschikte opvolger diende zich niet aan, en daarom besloot Hoffman dan maar zelf alle gitaarpartijen voor zijn rekening te nemen. Tijdens de tournee die volgde werd Accept ondersteund door gitarist Jan Koemmet. Op het album Balls to the Wall nam Herman Frank, naast Hofmann, de gitaar voor zijn rekening. Hierna verliet hij de groep weer. Toen het album Balls to the Wall opeens bleek aan te slaan, koos Fischer eieren voor zijn geld en keerde terug. In deze bezetting werden de succesvolle albums Metal Heart en Russian Roulette opgenomen.

### Achteruitgang
Hierna besloot zanger Dirkschneider de groep te verlaten om aan een redelijk succesvolle solocarrière te beginnen. Accept ging achtereenvolgens in zee met de Engelsman Rob Armitage en de Amerikaan David Reece. Fischer had er dan al geen zin meer in en stapte voor de tweede keer uit de band. Zijn vervanger was de Engelsman Jim Stacey en in de nieuwe bezetting verscheen in 1989 Eat the Heat. Zanger Reece bleek echter wel een glaasje te lusten en stond regelmatig stomdronken op het podium. Tijdens een tournee door de Verenigde Staten was hij zelfs zo ver heen dat hij bassist Peter Baltes een paar meppen verkocht, die vervolgens van het podium afdonderde. Reece werd daarop uit de band gezet. Drummer Kaufmann liep tijdens de tournee van Eat the Heat een rugblessure op en moest noodgedwongen stoppen. Hij werd voor de rest van de tournee vervangen door Ken Mary, en toen Hoffmann een nieuwe roeping gevonden leek te hebben als fotograaf, zag het ernaar uit dat Accept na het afscheidsalbum Staying a Life (1989) een stille dood was gestorven.

### Eerste comeback
Intussen probeerde zowel Dirkschneider als Fischer met redelijk succes een solocarrière van de grond te krijgen. Na drie hartaanvallen besloot Dirkschneider zich terug te trekken uit de muziekindustrie. Tot grote vreugde van de vele fans kwam Accept in 1992 echter onverwacht weer bij elkaar in de klassieke bezetting. Volgens Dirkschneider kon hij de talloze smeekbeden van fans niet langer weerstaan. Waarschijnlijker is dat aan de reünie financiële motieven ten grondslag lagen. Niet veel later verliet Fischer alweer de band, deze keer definitief. Er verschenen drie nieuwe albums, waarop de beproefde metalformule tot op de laatste druppel werd uitgemolken. Voor het album Predator werd Kaufmanns drumpartij ingespeeld door de Brit Michael Cartelone, die hem tijdelijk verving. 

### Tweede comeback
Half 2009 kondigde Accept aan dat er een nieuwe tournee én studioalbum ging aankomen. De band zou bestaan uit: gitaristen Wolf Hoffmann en Herman Frank, bassist Peter Baltes en drummer Stefan Schwarzmann. Dirkschneider zou niet bij de reünie aanwezig zijn vanwege verplichtingen met zijn eigen band U.D.O. Zijn vervanger was voormalig TT Quick-zanger Mark Tornillo. Dit nieuws stuitte echter op heel wat kritiek bij de fans: zij vonden namelijk dat Dirkschneider de enige echte Acceptzanger was.
In 2010 kwam Blood of the Nations uit – het eerste studioalbum van de band sinds 1996 en het eerste album met zanger Mark Tornillo. Het album werd door zowel fans als critici zeer positief ontvangen. In 2013 werd het album door fans van VH1 That Metal Show uitgeroepen tot het beste hardrock/metal-comebackalbum ooit.
In 2012 kwam de opvolger Stalingrad uit, 2014 Blind Rage, 2017 The Rise of Chaos, en in 2021 het album Too Mean to Die.

## Discografie
- Accept (1979)
- I'm a Rebel (1980)
- Breaker (1981)
- Restless and Wild (1983)
- Balls to the Wall (1984)
- Metal Heart (1985)
- Kaizoku-Ban (livealbum, 1985)
- Russian Roulette (1986)
- Eat the Heat (1989)
- Staying a Life (livealbum, 1990)
- Objection Overruled (1993)
- Death Row (1994)
- Steel Glove (1995)
- Predator (1996)
- All Areas (live, 1997)
- Rich & Famous (ep, 2002)
- Best of Accept (2004)
- Blood of the Nations (2010)
- Stalingrad (2012)
- Blind Rage (2014)
- The Rise of Chaos (2017)
- Too Mean to Die (2021)
- Humanoid (2024)

### Dvd's
| Dvd's met hitnoteringen in de Nederlandse DVD Music Top 30 | Datum van verschijnen | Datum van binnenkomst | Hoogste positie | Aantal weken | Opmerkingen |
| ---------------------------------------------------------- | --------------------- | --------------------- | --------------- | ------------ | ----------- |
| Restless and live                                          | 2017                  | 21-01-2017            | 18              | 1            |             |